# Svenska Stålpressnings AB
Svenska Stålpressnings AB var ett svenskt industriföretag.

## Historia
Företaget har sina rötter i ett järnbruk som grundades vid Holje by (numera Olofström) vid ett vattenfall i Holjeån. Järnbruket hette först Petrifors efter sin förste ägare, Petré, som grundade bruket 1732. 1735 fick bruket ett privilegiebrev utfärdat av Bergskollegiet. Bruket baserades till en början på utvinning av myr- och sjömalm. Järnbruket övertogs 1759 av Olof Ohlsson, som gav det namnet Olofströms bruk och drev det som järnbruk.
I slutet av 1700-talet lades järnbruket ned och istället anlades ett kopparförädlingsverk. Dessutom fanns här bland annat järnsmedja, färgeri, garveri och vadmalsstamp. Bruket var under 1700- och 1800-talet till största delen inriktat på svartsmide och tillverkning av halvfabrikat av järn, till exempel stångjärn och järnplåt. Carl von Dannfelt köpte bruket 1811. Med tiden förändrades tillverkningen successivt. På 1870-talet inriktades brukets produktion på kärl av järnplåt. Dessa kärl belades med emalj. I januari 1881 köpte brukspatronen Lars Wilhelm Larsson bruket för 107 000 kronor. Kärl av emaljerad plåt blev mycket populära under det sena 1800-talet. Därtill kom tillverkning av separatorer för uppfinnaren och industrimannen Gustaf de Laval, som köpte verksamheten 1884. Han gav verksamheten det nya namnet Svenska Stålpressnings AB.

### Svenska Stålpressnings AB
År 1883 bildades AB Separator, som senare blev Alfa Laval, av Gustaf de Laval och Oscar Lamm. År 1884 övertogs Olofströms bruk av ett konsortium av industrimän under ledning av Gustaf de Laval och John Bernström. Svenska Stålpressningsaktiebolaget Olofström bildades 1887–88 och blev ett dotterbolag till AB Separator. År 1885 registrerades varumärket Olofström, som är ett av de äldsta varumärkena i Sverige.[källa behövs] 1888 installerades en turbin i Holjeån. 
Emaljerade kärl var en stor produkt för bruket under sent 1800-tal, men blev med tiden omoderna. År 1927 inleddes därför tillverkning av rostfria diskbänkar och kokkärl.

### Samarbete med Volvo
Olofström började 1926 tillverka karossdetaljer till det nystartade AB Volvos första bilprojekt ÖV4 Jakob. Sedan dess tillverkades karossdetaljer till alla Volvos följande personbilsmodeller och under flera år på 1950- och 1960-talen levererades också kompletta personbilskarosser till Volvos sammansättningsfabrik i Göteborg. Efter tillkomsten av Torslandaverken 1964 inriktades produktionen åter mot karossdetaljer. År 1960 flyttades karosstillverkningen av Volvo Duett till en nybyggd fabrik i Mörrum och samtidigt började också köksprodukter tillverkas i Mörrum.
År 1962 flyttades tillverkningen av diskbänkar och badkar till Mörrum för att frigöra Olofströmsfabriken för leveranser till Volvo. 
AB Volvo köpte 1969 företaget och döpte om det till Volvo Olofströmsverken.

## Konga bruk
Svenska Stålpressnings AB köpte 1956 Konga bruk och drev det som en filial till Olofströmsfabriken för pressning och sammansättning av tjockare plåtdetaljer. Verksamheten i Konga blomstrade under 1960- och 1970-talen under Svenska Stålpressnings AB, och senare Volvo Personvagnar. År 1975 utökades verksamheten med svetsning av bakaxelkåpor till tunga fordon. Antalet anställda låg på omkring 250 under en följd av år. Volvo avyttrade Kongafabriken 1988.

## Senare utveckling
Efter köpet av Stålpressningsbolaget 1969 avyttrade Volvo Mörrumsfabriken till Euroc-koncernen, där Ifö-verken ingick. Ifö-verken köpte 1972 Motala diskbänkar och flyttade dess produktion från Motala till Mörrum, varigenom produktionen fördubblades till 400 000 diskbänkar per år. Varumärket Olofström ersattes under 1990-talet av varumärket Ifö. 
Verksamheten drevs från 2013 i det nybildade bolaget Contura Steel AB, vilket 2015 köptes av Småris Holding AB.